# James Cooley
Pour les articles homonymes, voir Cooley.
James William Cooley, né le 18 septembre 1926 et mort le 29 juin 2016, est un mathématicien américain renommé pour l'algorithme de Cooley-Tukey, un algorithme de transformée de Fourier rapide fondamental dans le traitement du signal moderne.

## Carrière
Il a obtenu son diplôme de Bachelor of Science en 1949 au Manhattan College, un Master of Sciences en 1951 de l’université Columbia et un doctorat en 1961 en mathématiques appliquées dans la même université.
Sa carrière débuta comme programmeur sur les ordinateurs de John von Neumann à l’Institute for Advanced Study à Princeton (New Jersey) de 1953 à 1956. Il a travaillé de 1956 à 1962 sur des calculs de mécanique quantique au Courant Institute de l’université de New York, quand il a rejoint l'équipe du Watson Research Center d’IBM. Après avoir pris sa retraite d'IBM en 1991, il rejoint le département de génie électrique de l’Université de Rhode Island à Kingston, où il a travaillé dans le domaine du génie informatique.
Sa contribution la plus importante au monde des mathématiques et du traitement du signal est la transformée de Fourier rapide (FFT), qu’il a développée avec John Tukey (voir l'algorithme de Cooley-Tukey) tout en travaillant pour la division de recherche d’IBM en 1965.
La motivation de cette recherche lui était fournie par le Dr Richard L. Garwin chez IBM Watson Research, qui était préoccupé par la vérification d’un traité d'armes nucléaires avec l’Union soviétique pour les négociations SALT. Garwin pensait que s’il avait une transformée de Fourier beaucoup plus rapide, il pourrait implanter des capteurs dans le sol dans les pays voisins de l’Union soviétique. Il a suggéré à Cooley et Tukey une idée de la façon dont les transformées de Fourier pouvaient être programmées pour être beaucoup plus rapides. Ils ont fait le travail, les capteurs ont été posés, et ils ont réussi à localiser les explosions nucléaires à moins de 15 kilomètres de l’endroit où elles se produisaient.
Cooley était un membre du comité « Traitement numérique du signal » de l’IEEE ; il avait d’ailleurs obtenu une bourse de l’IEEE pour ses travaux sur la FFT. En 2002, il a reçu la médaille Jack Kilby du traitement du signal. Il a particulièrement contribué à la mise en place d’une terminologie en traitement numérique du signal.

## Publications
- James W. Cooley & John W. Tukey, An algorithm for the machine calculation of complex Fourier series, Math. Comput. 19, 297–301, 1965.
- James W. Cooley, Timothy M. Toolan and Donald W. Tufts, A Subspace Tracking Algorithm Using the Fast Fourier Transform, IEEE Signal Processing Letters. 11(1):30-32. January 2004.
- Edward C. Real, Donald W. Tufts and James W. Cooley, Two Algorithms for Fast Approximate Subspace Tracking, IEEE Transactions on Signal Processing. 47(7):1936-1945. July 1999.
- D. W. Tufts, E. C. Real and J. W. Cooley, Fast Approximate Subspace Tracking (FAST), Proceedings of the 1997 IEEE International Conference on Acoustics, Speech, and Signal Processing. IEEE. I:547-550.